# 羊舌墓地
羊舌墓地位于中国山西省临汾市曲沃县史村镇羊舌村，2013年被列为第七批全国重点文物保护单位。